# Dipturus trachyderma
Dipturus trachyderma  (лат.) — вид хрящевых рыб семейства ромбовых скатов отряда скатообразных. Обитают в умеренных водах юго-западной части Атлантического океана и в юго-восточной части Тихого океана между  2° ю. ш. и 57° ю. ш и между 99° з. д. и 42° з. д. Встречаются на глубине до 450 м. Их крупные, уплощённые грудные плавники образуют диск в виде ромба со удлинённым и заострённым рылом. Максимальная зарегистрированная длина 250 см. Откладывают яйца. Являются объектом целевого промысла.

## Таксономия
Впервые вид был научно описан в 1975 году как Raja trachyderma. Видовой эпитет происходит от слов др.-греч. τραχύς — «грубый» и др.-греч. δέρμα — «шкура». Голотип представляет собой неполовозрелого самца длиной 113,5 см пойманного у побережья Аргентины (49°00′ ю. ш. 60°52′ з. д.) на глубине 195—200 м.    

## Ареал
Эти батидемерсальные скаты обитают у побережья Бразилии, Аргентины и Чили. Встречаются на континентальном шельфе и в верхней части материкового склона на глубине от 93 до 450 м. В проливе Бигл эти скаты попадаются на глубине 20—22 м.

## Описание
Широкие и плоские грудные плавники этих скатов образуют ромбический диск с округлым рылом и закруглёнными краями. На вентральной стороне диска расположены 5 жаберных щелей, ноздри и рот. На длинном хвосте имеются латеральные складки. У этих скатов 2 редуцированных спинных плавника и редуцированный хвостовой плавник. Внешне вид похож на Dipturus mennii, от которого отличается менее грубой кожей в межглазничной области. 
Максимальная зарегистрированная длина 250 см.

## Биология
Подобно прочим ромбовым эти скаты откладывают яйца, заключённые в жёсткую роговую капсулу с выступами на концах длиной 19,7—19,9 см и шириной 11,0—12,6 см. Эмбрионы питаются исключительно желтком. Соотношение самцов и самок 1:1. Возраст достижения половой зрелости оценивается в 12,6 лет, средний репродуктивный возраст в 16,9 лет, а продолжительность жизни у самцов и самок не менее чем в 20 и 21 год. Рацион состоит из костистых рыб (Macrouronus magellanicus, Helicolenus lengerichi, Merluccius australis and Merluccius gayi) и ракообразных (Pterygosquilla armata).  

## Взаимодействие с человеком
Эти скаты не являются объектом целевого промысла, однако попадаются в качестве прилова. Медленный рост и низкая плодовитость делает их чувствительными к перелову. Численность популяции снижается. Международный союз охраны природы присвоил виду охранный статус «Уязвимый».